# Kanton Beaune-la-Rolande
Kanton Beaune-la-Rolande (francouzsky Canton de Beaune-la-Rolande) je francouzský kanton v departementu Loiret v regionu Centre-Val de Loire. Tvoří ho 18 obcí.

## Obce kantonu
- Auxy
- Barville-en-Gâtinais
- Batilly-en-Gâtinais
- Beaune-la-Rolande
- Boiscommun
- Bordeaux-en-Gâtinais
- Chambon-la-Forêt
- Courcelles
- Égry
- Gaubertin
- Juranville
- Lorcy
- Montbarrois
- Montliard
- Nancray-sur-Rimarde
- Nibelle
- Saint-Loup-des-Vignes
- Saint-Michel